# کلجه تپه جنوبی
کلجه تپه جنوبی در شهرستان گنبد کاووس، روستای قربان ملاقلیچ واقع شده و این اثر در تاریخ ۱۰ خرداد ۱۳۸۲ با شمارهٔ ثبت ۸۸۵۵ به‌عنوان یکی از آثار ملی ایران به ثبت رسیده است.